# Paraviedes, bankier hiszpański
Paraviedes, bankier hiszpański (także Parawiedes, bankier hiszpański) – melodramat Jana Tomasza Seweryna Jasińskiego w trzech aktach na motywach twórczości Paulina Deslandesa ogłoszony w 1838 r.

## Pierwowzór
Pierwowzorem utworu była francuska sztuka pt. Paraviedes, drame en 3 actes, tire du roman de "La Carte jaune" de M. Eugène Chaput (1837) oparta z kolei na powieści autorstwa M. Eugène'a Chaputa znanej w Polsce pod tytułem Żółty pasport.

## Treść
Akcja utworu rozgrywa się w 1823 r. na tle interwencji francuskiej w Hiszpanii. Parawiedes, chcąc zemścić się na francuskim oficerze, Gastonie, za to, że uwiódł jego żonę, przenosi się do Paryża i zostaje bankierem. Tam spotyka Gastona i udziela mu pożyczki, tak sprytnie manipulując umową, że w efekcie Gaston zostaje skazany na służbę na galerach za sfałszowanie weksla. Gaston kończy karę, jednak wyrok stanowi plamę na jego reputacji i uniemożliwia mu związek z ukochaną Fanny. Parawiedes jednak decyduje się wyjawić prawdę i zwrócić honor Gastonowi.

## Dzieje sceniczne
Utwór został wystawiony w Teatrze Wielkim w Warszawie 22 lipca 1838. Autorem muzyki był Józef Damse, a układu tanecznego - Maurice Pion.